# قطعنامه ۱۰۷۸ شورای امنیت
قطعنامه ۱۰۷۸ شورای امنیت سازمان ملل متحد که در تاریخ ۰۹ نوامبر ۱۹۹۶ تصویب شد، سندی بین‌المللی دربارهٔ بررسی وضعیت در منطقه دریاچه‌های بزرگ است. این قطعنامه طی نشست ۳۷۱۰ام با ۱۵ رای موافق، ۰ مخالف و ۰ ممتنع تصویب شد.